# NGC 2561
NGC 2561 é uma galáxia espiral barrada (SBc) localizada na direcção da constelação de Hydra. Possui uma declinação de +04° 39' 24" e uma ascensão recta de 8 horas, 19 minutos e 36,7 segundos.
A galáxia NGC 2561 foi descoberta em 23 de Março de 1887 por Lewis A. Swift.